# زمين حنصين (غافروبارمون)
زمین حنصین (بالفارسية: زمین حنصین) هي قرية تقع في إيران في هرمزغان. يقدر عدد سكانها بـ 22 نسمة بحسب إحصاء 2006.